# Jost Brökelmann
Jost Brökelmann (25 de setembro de 1907 - 3 de março de 1967) foi um oficial alemão que serviu durante a Segunda Guerra Mundial. Foi condecorado com a Cruz de Cavaleiro da Cruz de Ferro.

## Carreira

### Patentes
| Seekadett            | 1 de outubro de 1927  |
| Gefreiter            | 1 de abril de 1928    |
| Fähnrich zur See     | 1 de abril de 1929    |
| Leutnant zur See     | 1 de outubro de 1931  |
| Oberleutnant zur See | 1 de outubro de 1933  |
| Kapitänleutnant      | 1 de outubro de 1936  |
| Korvettenkapitän     | 1 de dezembro de 1941 |
| Fregattenkapitän     | 1 de dezembro de 1944 |
| Kapitän zur See (Bw) | 1957                  |

### Condecorações
| Cruz de Ferro 2ª Classe            | 18 de maio de 1940  |
| Cruz de Ferro 1ª Classe            | 2 de agosto de 1941 |
| Minenräum-Kriegsabzeichen          |                     |
| Cruz de Cavaleiro da Cruz de Ferro | 14 de junho de 1942 |